# Friedrich Wilhelm Hirt (Maler)
Friedrich Wilhelm Hirt (* 11. Februar 1721 in Frankfurt am Main; † 19. Januar 1772 ebenda) war ein deutscher Maler.

## Leben
Friedrich Wilhelm Hirt wurde 1721 als Sohn des Bildnis- und Landschaftsmalers Friedrich Christoph Hirt (1685–1763) und dessen Ehefrau Susanna Elisabetha (geb. Wächter) geboren. Sein Vater war ein Sohn des Malers Michael Conrad Hirt des Jüngeren (1649–1704) und Enkel von Michael Conrad Hirt. Er ließ sich 1717 in Frankfurt am Main nieder, wo neben Friedrich Wilhelm Hirt auch dessen jüngerer Bruder, der Bildnis- und Landschaftsmaler Heinrich Hirt (1727–1796), zur Welt kam.
Friedrich Wilhelm Hirt erlernte die Malerei vermutlich bei seinem Vater. Von 1757 bis 1763 war er königlicher Hofmaler des Herzogs Anton Ulrich von Sachsen-Meiningen in Frankfurt am Main. Zudem bekam er zahlreiche Aufträge aus der dortigen bürgerlichen Oberschicht, wozu unter anderem Johann Caspar Goethe gehörte. Dessen Sohn Johann Wolfgang von Goethe kannte Hirt und erwähnte ihn in seinem Buch Aus meinem Leben. Dichtung und Wahrheit, wo er ihn als Maler einstufte, der „Eichen- und Buchenwälder und andere sogenannte ländliche Gegenden sehr wohl mit Vieh zu staffieren wußte“. Im Auftrag des im Goetheschen Haus einquartierten Graf Thoranc schuf Hirt zusammen mit weiteren sogenannten „Goethe-Malern“ von 1759 bis 1762 Wandbilder und Dekorationen für dessen Palais Thoranc in Grasse.
Um 1762/1763 bereiste Hirt mit Christian Georg Schütz dem Älteren die Schweizer Alpen, wobei eine Reihe von Landschaftszeichnungen entstanden. 
1767 war er an einer Petition Frankfurter Maler beteiligt, die sich beim Stadtrat für die Gründung einer kommunalen Akademie einsetzten.
Hirt starb im Jahre 1772 im Alter von 50 Jahren in Frankfurt.

## Werk

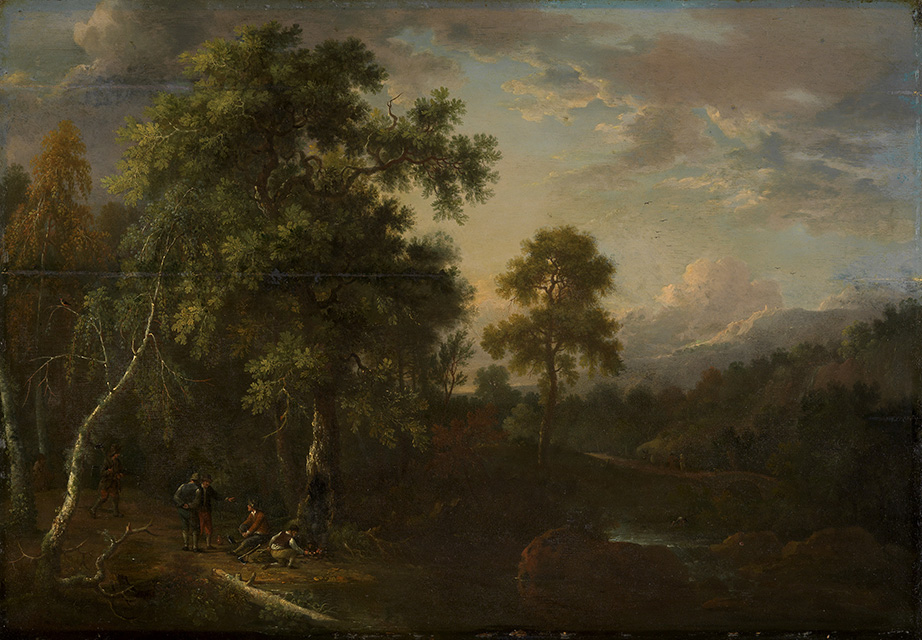
Waldlandschaft mit einem Bach, 1750, Staatliche Kunsthalle Karlsruhe

Hirts Malerei setzt auf dem traditionellen, handwerklich geprägten Stil der Frankfurter Malerzunft auf. Sie zeigt Einflüsse niederländischer bzw. aus den Niederlanden stammender Maler wie Johann Heinrich Roos. Hirt tat sich vor allem durch seine kleinformatigen Tafelbilder mit idealisierenden, idyllisch-pastoralen Landschaften und Tierstücken mit Herdenvieh (Pferde, Schafe, Kühe, Ziegen oder Ochsen) hervor. Häufig malte er Landschaften mit schattigen Buchen- oder Eichenwäldern, aus denen ein von der Sonne erhellter Weg oder Steg und ein Bachlauf tritt. Während seine frühen Arbeiten um 1750 noch sehr genau ausgeführt sind, wird die Darstellung Ende der 1760er Jahre gröber. Als talentierter Maler von Staffage trug er diese auch zu einigen Landschaftsbildern von Christian Georg Schütz dem Älteren bei. Neben der Landschafts- und Tiermalerei schuf Hirt auch Genrebilder.
Werke (Auswahl)
- Jäger am Feuer (Herzog Anton Ulrich auf der Auerhahnjagd), vor 1760, Öl auf Leinwand, Anhaltische Gemäldegalerie Dessau
- Waldlandschaft mit einem Bach, 1750, 41,5 × 60 × 1,5 cm, Staatliche Kunsthalle Karlsruhe[5]
- Rendezvous von Jägern im Wald (Pendant Rückkehr von der Jagd), 1750, Öl auf Holz, signiert, Städel[4]
- Das Mainufer am Fahrtor, 1757, Öl auf Leinwand, 189 × 272 cm, Historisches Museum Frankfurt[6]
- Herzogin Charlotte Amalie von Sachsen-Coburg-Meiningen, 1759, Öl auf Leinwand, Angermuseum, Erfurt
- Zwei kämpfende Hirsche im Wald, Leinwand, 47 × 67 cm, Bayerische Staatsgemäldesammlungen
- Flusslandschaft, Leinwand, 25,2 × 31,7 cm, Bayerische Staatsgemäldesammlungen, Alte Pinakothek München[7]